# ゆふ (列車)
ゆふは、九州旅客鉄道（JR九州）が博多駅 - 大分駅・別府駅間を、鹿児島本線・久大本線・日豊本線経由で運行する特急列車である。
本項では、博多駅 - 由布院駅・別府駅間で運行される特急「ゆふいんの森」、ならびに久大本線で運行されていた優等列車の沿革についても記述する。

## 概要
特急「ゆふ」は、1992年（平成4年）7月15日にそれまで博多駅 - 別府駅間で運行されていた急行「由布」（ゆふ）を、四国旅客鉄道（JR四国）から購入したキハ185系気動車を投入の上で特急に格上げする形で運行を開始した。「由布」自体は1961年（昭和36年）10月1日に博多駅 - 由布院駅 - 別府駅 - 門司港駅間で準急列車として運行を開始し、循環列車に近い性格を持った列車であったが、のちに博多駅 - 別府駅間運行の急行に改められた。
1980年（昭和55年）10月1日には別府駅 - 長崎駅・佐世保駅間を運行していた急行「西九州」を博多駅発着に変更の上で「由布」に編入し、「由布」は3往復体制となった。以降、「ゆふ」への変更を経て2021年（令和3年）現在まで3往復体制で推移している。なお2004年（平成16年）3月13日から2011年（平成23年）1月10日まで、「ゆふ」の一部はキハ183系気動車を充当した「ゆふDX」（ゆふデラックス）として運行されていた。
特急「ゆふいんの森」は1989年（平成元年）3月11日に運行を開始した観光列車で、現在九州各地で運行されている「D&S列車」（デザイン＆ストーリー列車）の嚆矢となった。JR九州の鉄道事業本部営業部販売課副長として企画を担当した唐池恒二は、車両のコンセプトとして当初は「民芸風」が想定されていたが、由布院関係者との話し合いののち、「欧州の高原リゾート」になったと回想している。とりわけ外国人に人気が高く、日によっては乗客の7割が外国人ということもある。そのため、サービス向上のため車内で無料Wi-Fi接続サービスを行っている。
「ゆふ」および前身の「由布」の列車名は、豊後富士とも呼ばれる由布岳が由来となっている。「ゆふいんの森」は由布岳と湯布院町（当時）にちなんでおり、牧歌的な風景をイメージしたものである。

## 運行概況
基本的には「ゆふ」「ゆふいんの森」と2系統の特急列車として運行されているが、「ゆふいんの森」の運休時には同一ダイヤで「ゆふ」が運行されている。由布院駅・大分駅・別府駅方面への列車が下り、博多駅方面への列車が上りとして扱われている。従って、日豊本線の大分駅 - 別府駅間では路線の上下と列車の上下が一致しない。
九州新幹線鹿児島ルートの全線開業以降は、鹿児島本線の鳥栖駅 - 久留米駅間を運行する唯一の特急列車になっている。

### ゆふ

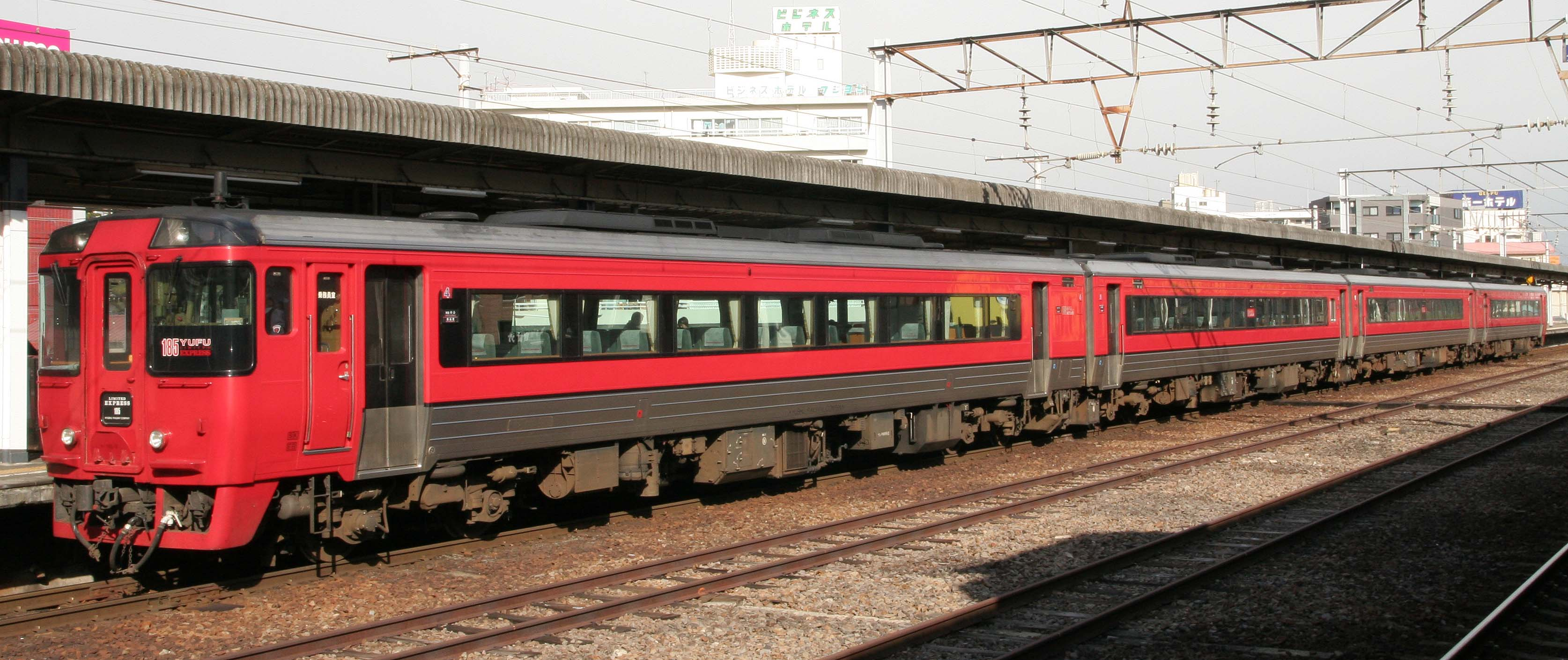
キハ185系「ゆふ」

博多駅 - 別府駅間に2往復（下り1・3号／上り4・6号）、博多駅 - 大分駅間に1往復（下り5号／上り2号）の計3往復が運行されている。列車番号は号数+80Dである。

#### 停車駅
博多駅 - 二日市駅 - 鳥栖駅 - 久留米駅 -（久留米大学前駅）-（田主丸駅）- 筑後吉井駅 -（うきは駅）- 日田駅 - 天ケ瀬駅 - 豊後森駅 - 豊後中村駅 - 由布院駅 - 湯平駅 - 向之原駅 - 大分駅 - 別府駅
- （　）は一部の列車のみ停車。
  - 久留米大学前駅には1・4号が停車。
  - 田主丸駅・うきは駅には3・5・2・4号が停車。

#### 使用車両・編成
大分鉄道事業部大分車両センターに所属するキハ185系気動車が充当されている。グリーン車は設定されておらず、全車普通車である。
かつては当列車専用の外装を持つ車両が使用されていたが、豊肥本線の「あそ」と統合されたのち、2018年6月よりからはD&S列車を除く全車で統一した「AROUND THE KYUSHU」塗装に順次変更されている。
2021年3月12日までは、所定では指定席2両・自由席1両の3両編成で運転され、最長で5両編成にまで増結される場合があった。
2021年3月13日のダイヤ改正より、所定は2両編成（指定席・自由席が1両ずつ）に変更され、ワンマン運転を開始した。ワンマン運転を行う区間は鳥栖駅 - 別府駅間で、鳥栖駅 - 博多駅間は従来通り車掌が乗務する。また、これ以降も多客期を中心に3両から最大5両まで増結される場合もある。

### ゆふいんの森

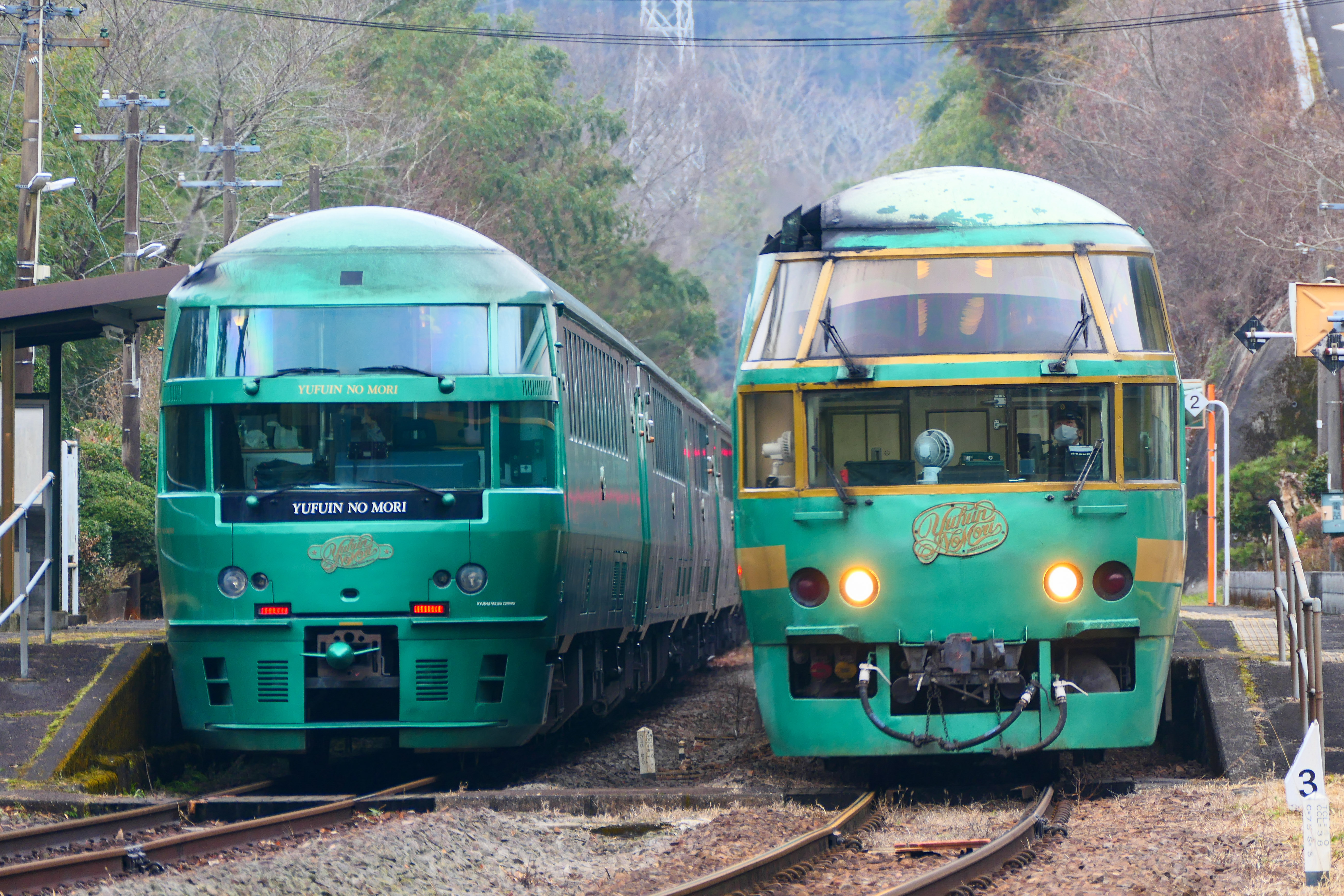
野矢駅で並ぶ、キハ71・72系「ゆふいんの森」
（2024年1月6日）

博多駅 - 由布院駅間2往復（下り1・5号／上り2・6号）、博多駅 - 別府駅間1往復（下り3号／上り4号）の計3往復が運行されている。列車番号は号数+8000Dである。
1989年に1往復で運行を開始した時は別府駅発着で、1992年に2往復化された際に増発分の列車は博多駅 - 由布院駅 - 別府駅 - 小倉駅間での運行となった。その後1995年（平成7年）に全列車別府駅発着となり、車両の変更があった1999年に現行の運行本数となった。なお、別府駅発着列車に関しては「ゆふ」と同様に大分駅発着で運行されていた時期がある。また、由布院駅発着列車が設定された際に、このうち1往復に接続する形で由布院駅 - 別府駅間運行の「ゆふ」が設定されたが、この「ゆふ」は2002年（平成14年）に廃止されている。
なお「ゆふいんの森」は予備車両がないため、車両の検査時には「ゆふ」の車両により「ゆふ7x号」（xは本来の「ゆふいんの森」の号数）、列車番号は号数+9000D(本来の列車の号数+9070D)として運行される。

#### 停車駅（ゆふいんの森）
博多駅 - 鳥栖駅 - 久留米駅 - 日田駅 - 天ケ瀬駅 - 豊後森駅 - 由布院駅 - 大分駅 - 別府駅
- 「ゆふ」と比べ、停車駅は主要駅のみに絞られている。2018年7月14日以降はそれまで全列車が停車していた二日市駅が、全列車通過となった。

#### 使用車両・編成（ゆふいんの森）
筑豊篠栗鉄道事業部直方車両センターに所属するキハ71系気動車・キハ72系気動車が充当され、3・4号がキハ71系、1・2・5・6号がキハ72系で運行される。ただし3・4号が運休日（「ゆふ」として運転）の場合、1・2・5・6号をキハ71系で運行する日もあり、基本的に1・2・5・6号はキハ71・72系のいずれかの車両で毎日運転されるようになっている（2022年3月現在）。
運行開始以来、基本的に全車指定席で運行されている。2001年3月のダイヤ改正で自由席車両が1両設定されたが、自由席の混雑が激しかったことから同年7月に全車指定席に戻された。「ゆふ」同様に全車普通車で、特急料金も「ゆふ」と同額である。
キハ71系は2号車、キハ72系は3号車にビュッフェ（売店）を備えている。
キハ71系は1989年の運行開始時から使用されている。1992年から1999年まではキハ183系気動車が改造の上で使用され、1992年から1995年まで運行されていた別府駅 - 小倉駅間にも使用されていた。当初は3両編成であったが、好評を博したことから翌年には4両に増結された。1999年にキハ72系が新製されキハ183系と交替し、キハ183系は「シーボルト」に改造された。以降は全列車4両編成で運行されてきたが、外国人観光客の需要増加によりキハ72系はさらに1両を増結し、2015年7月18日から5両編成で運行されている。

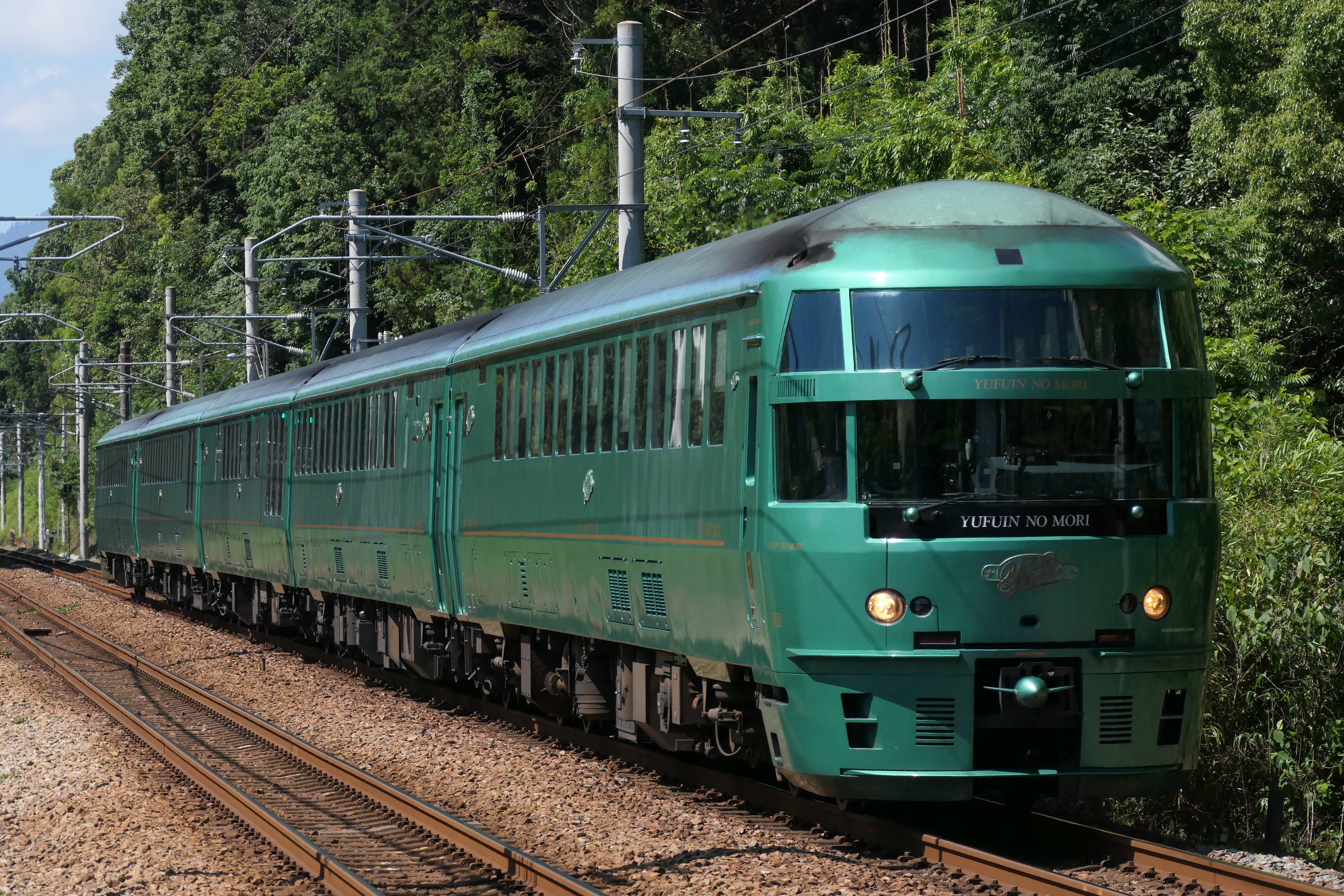
キハ72系「ゆふいんの森」
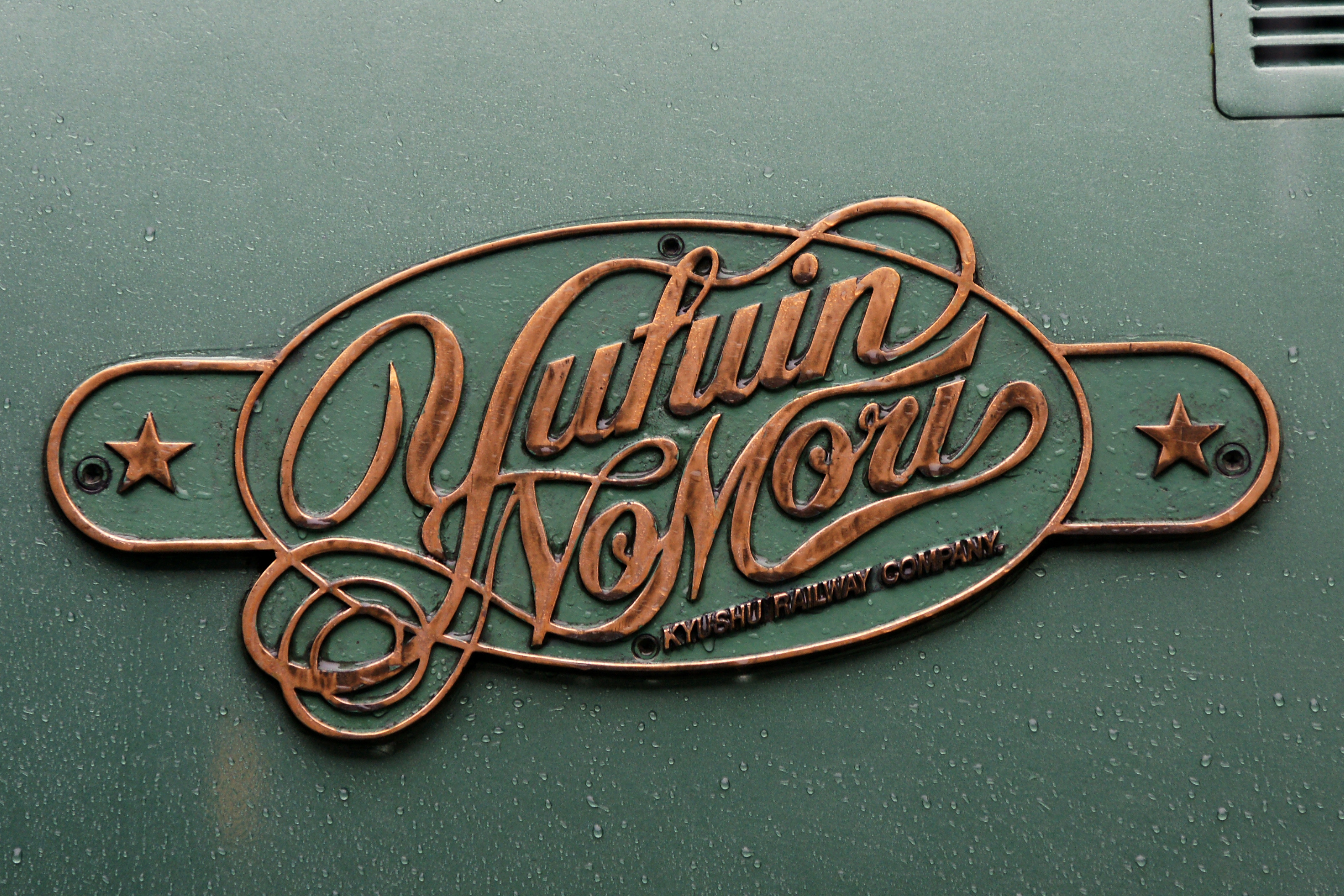
「ゆふいんの森」のエンブレム

### ゆふDX（運行終了）
2004年3月13日のダイヤ改正から2011年1月10日まで、「ゆふ」のうち1.5往復はキハ183系気動車4両編成を充当した「ゆふDX」として運行された。車両は2003年まで特急「シーボルト」に用いられていたものを改造したもので、「シーボルト」に改造される以前の1992年から1999年までは「ゆふいんの森」として使われていたものである。
車両が予備車なしの1編成しかなく夜間滞泊を伴うため、奇数日は1・4・5号が「ゆふ」、2・3・6号が「ゆふDX」として運行され、偶数日はその逆となっていた。奇数日が連続する毎月31日と閏年の2月29日、また検査時などは運用に入らず、全3往復がキハ185系による「ゆふ」として運行されていた。
全車普通車で、1・4号車が指定席、2・3号車が自由席となっていた。1・4号車の車端部には前面展望が可能なパノラマシートが設けられており、パノラマシート利用時の特急料金はJR九州の通常期特急料金の200円増しで通年同額と区別されていた。
キハ183系が特急「あそぼーい！」に転用されることが決まったため、「ゆふDX」の運行は2011年1月10日をもって終了した。

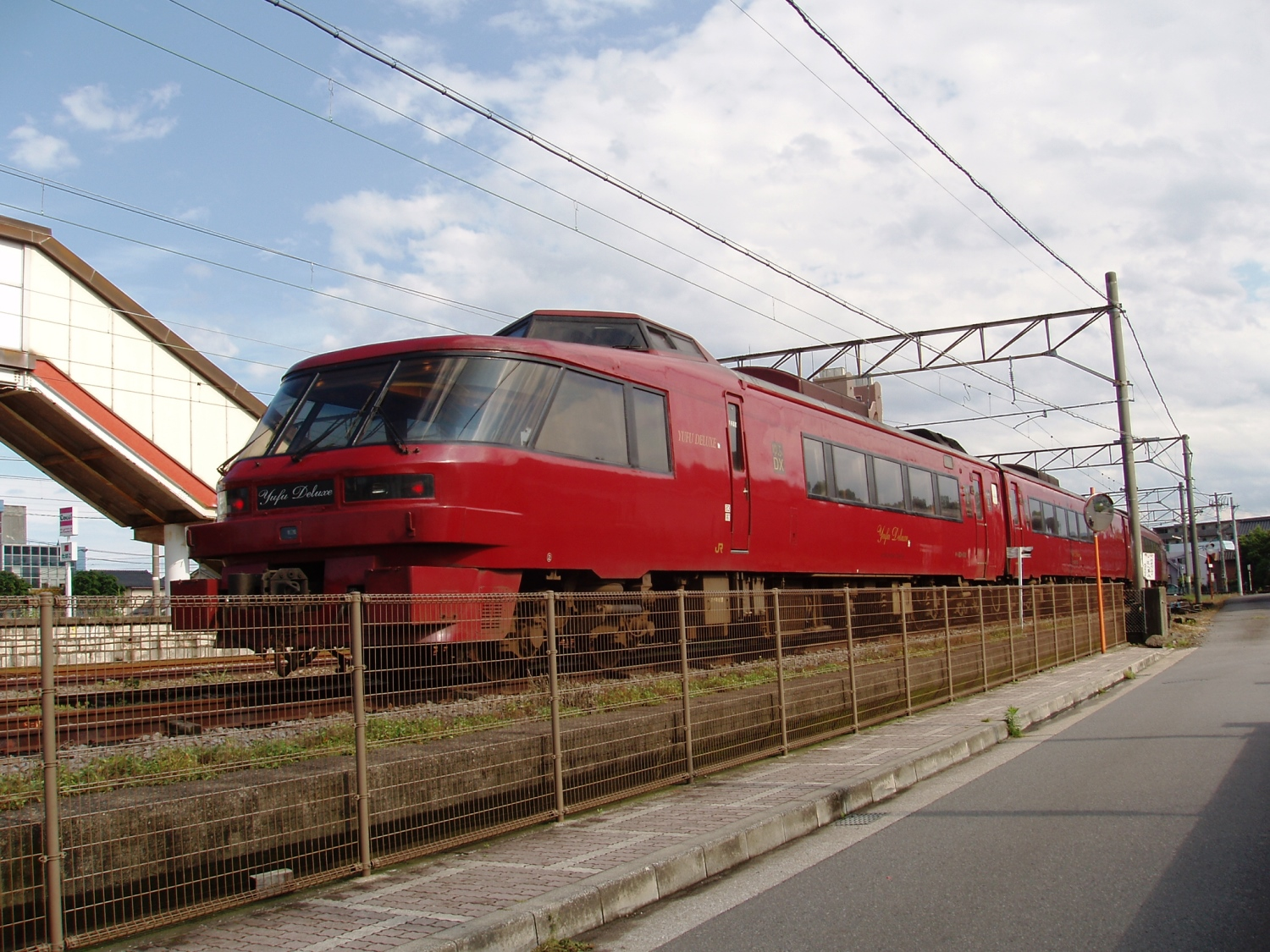
「ゆふDX」初代塗装
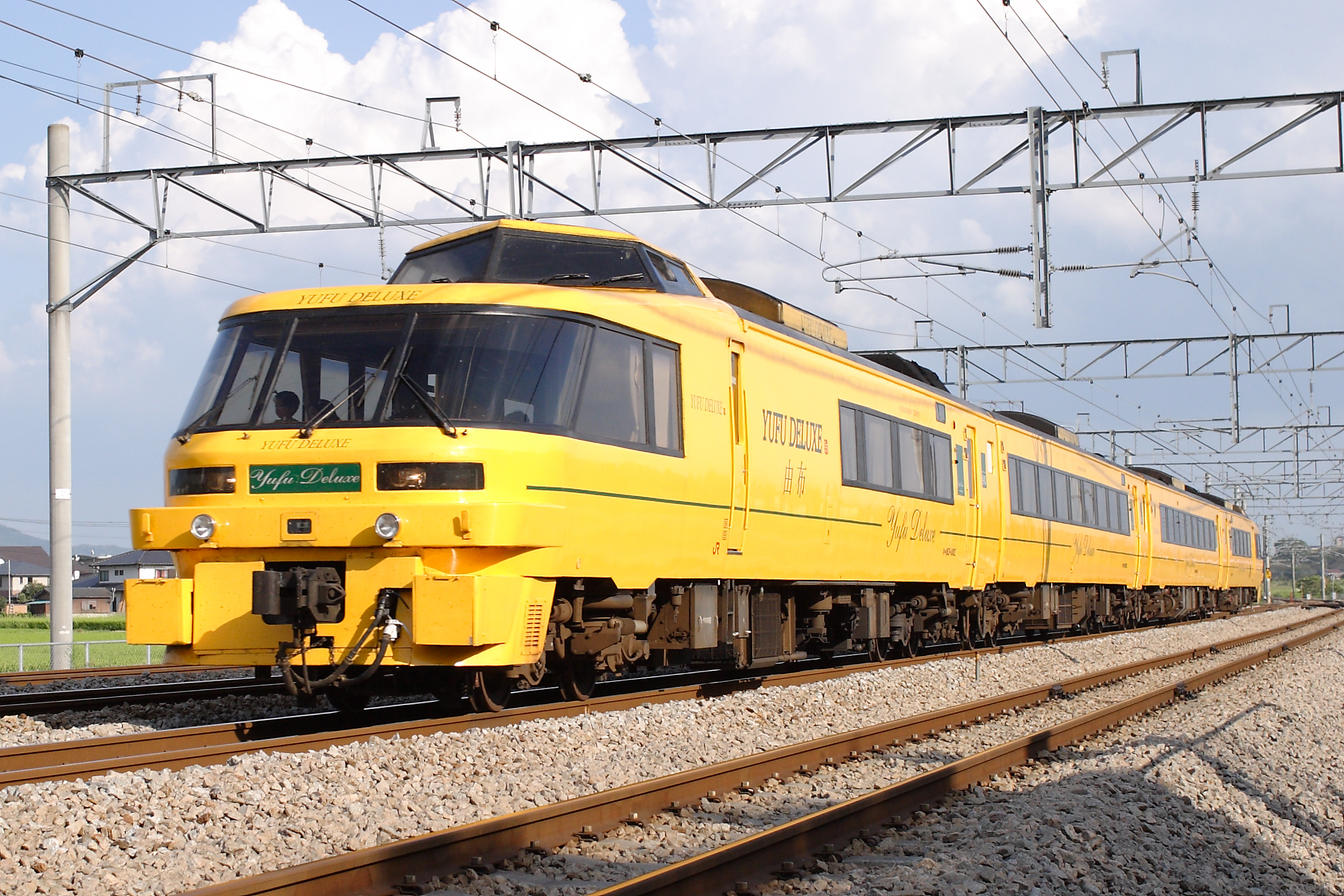
「ゆふDX」塗装変更後

## 災害時の臨時運行
久大本線が災害で運休になった際に、「ゆふ」「ゆふいんの森」が本来とは異なるルートで臨時運行されたことがある。

### 2012年九州北部豪雨時
2012年九州北部豪雨時は、うきは駅 - 日田駅間で線路施設が断続的に被災したため、2012年7月21日から8月27日まで、「ゆふ」「ゆふいんの森」はそれぞれ日田駅 - 大分駅間1往復、日田駅 - 別府駅間1往復の計2往復ずつ運行された。大分駅発着が「ゆふ103・100号」「ゆふいんの森93・90号」、別府駅発着が「ゆふ101・102号」「ゆふいんの森91・92号」であった。
車両は「ゆふ」はキハ185系、「ゆふいんの森」は90・91号がキハ72系、92・93号がキハ71系を充当したが、キハ72系が大分駅・別府駅発着の「ゆふいんの森」に充当されるのは初めてであった。また車両輸送の都合上「ゆふいんの森」は通常と車両の上下方向が逆転していた。
8月28日に久大本線が全線で運行再開されたため、「ゆふ」「ゆふいんの森」とも通常ダイヤに復した。
停車駅（「ゆふ」「ゆふいんの森」共通）
日田駅 - 天ケ瀬駅 - 豊後森駅 - 豊後中村駅 - 由布院駅 - 湯平駅 - 向之原駅 - 大分駅 - 別府駅
- 「ゆふいんの森」は、通常運行時には停車しない豊後中村駅・湯平駅・向之原駅にも停車した。

### 2017年九州北部豪雨時
2017年九州北部豪雨時は、光岡駅 - 日田駅間で鉄橋流出が発生し、復旧には長期間かかることが予想されたため、2017年（平成29年）7月15日から「ゆふいんの森」は博多駅 - 由布院駅間（小倉駅・日豊本線経由）2往復（91 - 94号）で運行を再開した。同年7月24日からは「ゆふ」も日田駅 - 別府駅間2往復（81 - 84号、82号のみ大分駅始発）で運行を再開した。
「ゆふ」「ゆふいんの森」とも当初は7月31日までの運行とされていたが、その後随時運行延長が発表されていた。
車両は「ゆふ」はキハ185系、「ゆふいんの森」は91・92号がキハ71系、93・94号がキハ72系で、91・92号は久大本線内での方向が通常運転時と逆になっていた。2017年12月1日からはキハ71系とキハ72系の運用が入れ替わっていた。
「ゆふいんの森」の博多駅 - 大分駅間は同区間で運行される特急「ソニック」よりも大幅に停車駅を絞っていたが、「ソニック」に比べて所要時間は長くかかっていた（「ソニック」は2時間 - 2時間半程度、「ゆふいんの森」は3時間半 - 4時間強）。なお大分駅 - 由布院駅間については通常運行時と同様に途中駅はすべて通過していた。
博多駅 - 由布院駅間の全体での所要時間は4時間半 - 5時間程度で通常運行（2時間半程度）の約2倍だが、7月31日までは92号は別府駅で53分停車する（その間に特急2本・普通1本が発車する）ダイヤだったため、他の列車よりもさらに所要時間が長くなっていた。
一部の臨時列車では通常運行時のダイヤを用いており、「ゆふ81・82・ 84号」の日田駅 - 大分駅・別府駅間は「ゆふ1・2・6号」、「ゆふ83号」の日田駅→由布院駅は「ゆふいんの森1号」、「ゆふいんの森92号」の由布院駅→別府駅間は「ゆふ3号」（7月31日まで）、「ゆふいんの森93号」の別府駅→由布院駅間は「ゆふいんの森4号」がそれぞれ該当していた。
なお2018年3月1日からの「ゆふいんの森」は、91・92号が毎日運行、93・94号が主に金曜・土曜・休日の運行となった。同月17日のダイヤ改正で運行時間が変更になり、博多駅 - 由布院駅間の所要時間は3時間40分 - 4時間程度に短縮された（ただし94号は4時間43分と改正前より所要時間が長くなる）。
2018年7月14日に久大本線が全線で運行再開されたため、「ゆふ」「ゆふいんの森」とも被災前の本数・運行区間に復した（なお7月13日の「ゆふいんの森」は運休であった）。
「ゆふ」停車駅
2012年の臨時運行時と同様。
「ゆふいんの森」停車駅
博多駅 - 小倉駅 - 別府駅 - 大分駅 - 由布院駅
- 小倉駅 - 西小倉駅間が重複運転となるが、定期運行している「ソニック」・「にちりんシーガイア」と同様に折返し区間外乗車の取扱いの特例が適用されるため、運賃・料金計算では小倉駅 - 西小倉駅間の往復分 (1.6㎞) は含めずに計算した（小倉駅で乗降する場合はこの特例は適用されない）。

### 2020年7月豪雨時
2020年7月豪雨時は、日田駅 - 向之原駅間で鉄橋流出など断続的に施設被害が発生し、復旧には1年程度の期間がかかるものと予想されていた。
2020年7月6日から「ゆふ」「ゆふいんの森」は全列車運休となっていたが、7月10日から「ゆふ」のみ博多駅 - 日田駅間で運行を再開した（3往復）。その後、8月8日に日田駅 - 豊後森駅間で運行再開するのを受けて、同日より「ゆふ3・4号」を豊後森駅発着に延長し、「ゆふいんの森」が1・2・5・6号のみ博多駅 - 豊後森駅間で運行再開した。
「ゆふ3・4号」「ゆふいんの森」と接続する形で豊後森駅 - 由布院駅間に代行バスが運行されていたが、「ゆふ3・4号」に接続するバスは区間内の各駅に停車、「ゆふいんの森」に接続するバスは途中駅には停車しなかった。なお、代行バスには乗車券のみで乗車可能であった。
2021年3月1日に久大本線全線で運行再開したのに伴い、「ゆふ」「ゆふいんの森」とも通常ダイヤでの運行を再開した。
停車駅
通常ダイヤの博多駅 - 豊後森駅間（「ゆふ3・4号」「ゆふいんの森」）または博多駅 - 日田駅間（「ゆふ1・2・5・6号」）の停車駅と同様。

## 久大本線優等列車沿革

### 国鉄時代
- 1951年（昭和26年）11月25日：博多駅 - 由布院駅 - 別府駅間を鹿児島本線・久大本線・日豊本線経由で運行する臨時客車快速列車「ゆのか」の運行開始。
- 1956年（昭和31年）11月19日：「ゆのか」定期列車化される。
- 1959年（昭和34年）5月1日：門司港駅 - 天ケ瀬駅間を鹿児島本線・日豊本線・日田彦山線・久大本線経由で運行する準急列車「あさぎり」の運行開始。
- 1960年（昭和35年）2月5日：「ゆのか」を気動車準急化の上、博多駅 - 由布院駅 - 別府駅 - 小倉駅 - 博多駅間運行の循環列車とする[18]。
  - 8月1日：由布院駅 - 博多駅間を日田彦山線・小倉駅経由で運行する準急「ひこさん」の運行開始。また、「あさぎり」の運行区間を門司港駅 - 由布院駅（下り）・天ケ瀬駅（上り）間とする。
- 1961年（昭和36年）10月1日：「ゆのか」の増発扱いで、博多駅 - 由布院駅 - 別府駅 - 門司港駅間を運行する準急「由布」（ゆふ）の運行開始。
- 1962年（昭和37年）10月1日：「由布」を小倉駅発着とする。
- 1963年（昭和38年）10月1日：臨時列車として、直方駅（下り）・門司港駅（上り） - 由布院駅間の準急「はんだ」、門司港駅（下り）・直方駅（上り） - 豊後中村駅間の準急「日田」（ひた）の運行開始。
- 1964年（昭和39年）3月20日：「はんだ」「日田」を定期列車化。
  - 4月10日：別府 - 長崎駅・佐世保駅間を日豊本線・久大本線・鹿児島本線・長崎本線・佐世保線経由で運行する準急「西九州」（にしきゅうしゅう）の運行開始。
    - この「西九州」の運行形態は運行当時としては観光列車の一つとして捉えられており、大分県と長崎県の観光地を広域に結ぶ列車として設定された。この点では異色ではあった。

  - 10月1日：「日田」を由布院駅まで延長。また上り列車に関しては久大本線内で「ゆのか」に併結とする。
- 1965年（昭和40年）10月1日：このときのダイヤ改正に伴い、以下のように変更する。
  1. 従来浜田駅・石見益田駅（現在の益田駅） - 博多駅間を運行していた準急「あきよし」の運行区間を、浜田駅 - 東唐津駅（山口線経由）・天ケ瀬駅（美祢線・日田彦山線経由）間に変更（浜田駅 - 石見益田駅間・厚狭駅 - 小倉駅間で併結運転）。
  2. 「西九州」の一部編成を博多駅 - 鳥栖駅 - 長崎駅間の運転とする。
  3. 下り「ゆのか」の別府駅 - 博多駅間を廃止。
  4. 「はんだ」「日田」の運行区間を変更。「はんだ」は門司港駅 - 日田駅 - 由布院駅間（伊田線経由）、「日田」は直方駅 - 日田駅 - 由布院駅間（小倉駅・城野駅経由）の運行とする。
    - 「はんだ」「日田」は北九州地方や筑豊地方の主要駅の客の利便性のため、やや遠回りの経路をとっていた。

- 1966年（昭和41年）3月5日：準急・急行料金制度の改変に伴い、久大本線乗り入れの準急をすべて急行列車に格上げ。
- 1967年（昭和42年）10月1日：「ゆのか」を再び上下とも博多駅発着の循環列車とする。また「由布」「日田」を上下とも久大本線内併結運転とする。
- 1968年（昭和43年）10月1日：「ゆのか」の名称を日豊本線の急行列車に使用するため、「由布」は旧「ゆのか」を編入して2往復化。運行区間は全列車博多駅 - 別府駅間とする。旧「ゆのか」の下り列車に関しては「はんだ」を併結。また「西九州」の博多駅発着編成は「いなさ」に編入（併結は継続）。
- 1970年（昭和45年）10月1日：「あきよし」の日田駅 - 天ケ瀬駅間、下り「あさぎり」の豊後森駅 - 由布院駅間を普通列車に格下げ。
- 1975年（昭和50年）3月10日： 山陽新幹線の全線開業に伴い、「あきよし」は浜田駅 - 博多駅間運行の列車が廃止となり、浜田駅 - 天ケ瀬駅間のみの運行になる。
- 1978年（昭和53年）10月2日：上り「西九州」の大分駅→別府駅間を普通列車に格下げ。
- 1980年（昭和55年）10月1日：このときのダイヤ改正に伴い、以下のように変更する。
  1. 「西九州」を博多駅発着に変更のうえ「由布」に編入。「由布」は3往復となる。
  2. 「はんだ」「日田」「あさぎり」を快速に格下げ。ただし、旧「日田」の下り列車に関しては当初「由布」との併結を継続し由布院駅まで乗り入れていた。
  3. 「ひこさん」および「あきよし」の日田駅 - 天ケ瀬駅間を廃止。「あきよし」の下関駅 - 日田駅間は快速に格下げ。
  4. 「由布」の指定席車を廃止。グリーン車は自由席となる。
- 1984年（昭和59年）2月1日：「由布」のグリーン車を廃止。
- 1985年（昭和60年）3月14日：「あきよし」廃止。「由布」にグリーン車用の座席を転用した普通車指定席を連結。

### 民営化後
- 1989年（平成元年）

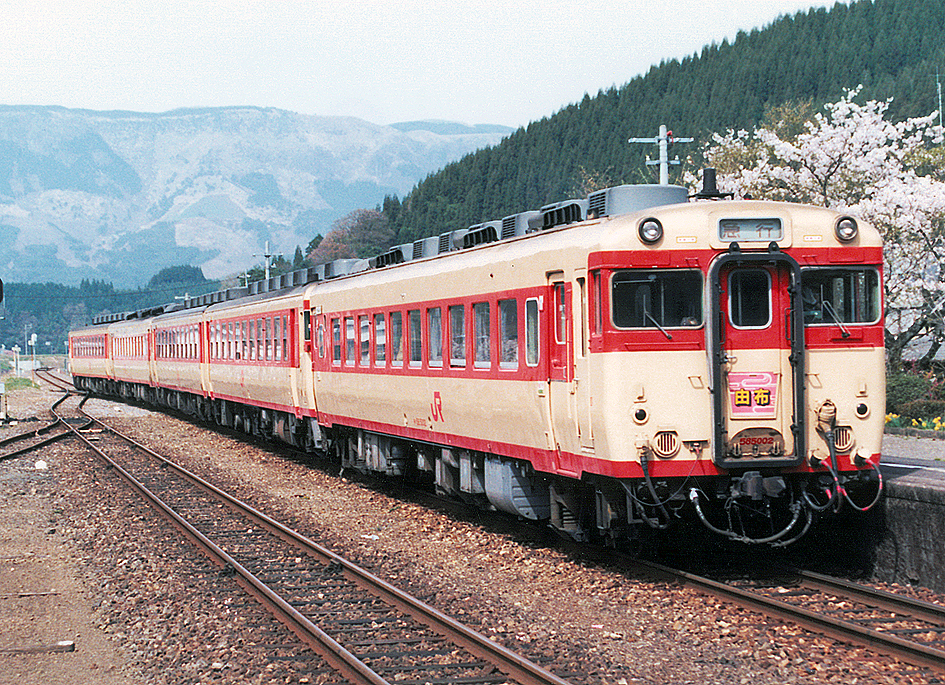
キハ58系・キハ65系気動車急行「由布」（1987年）

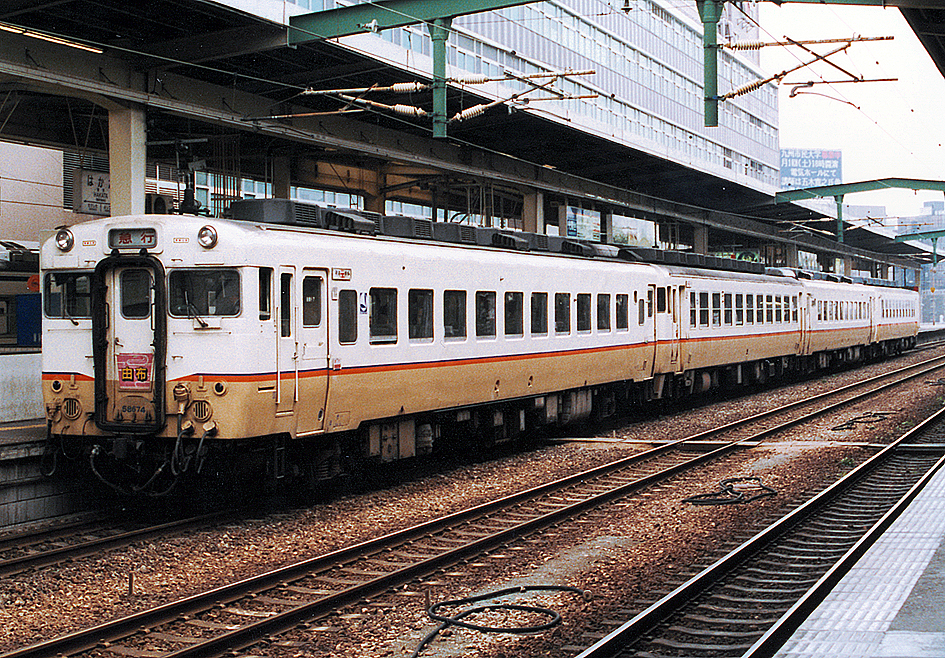
キハ58系・キハ65系気動車急行「由布」九州急行色（1992年 博多駅）

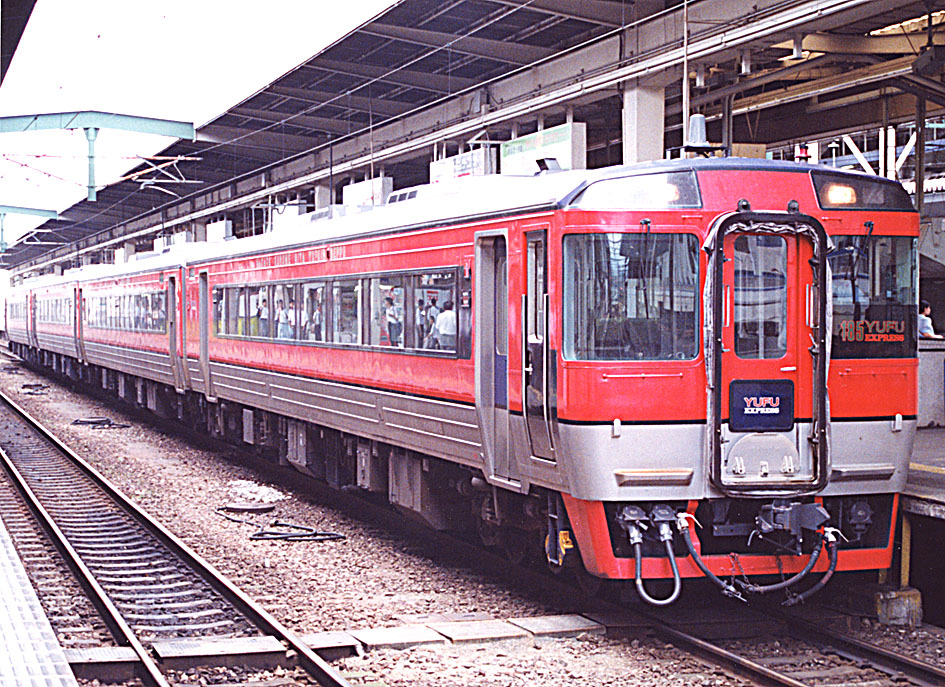
キハ185系気動車「ゆふ」専用塗色車（初代）

  - 3月11日：博多駅 - 別府駅間に、急行用のキハ58系・キハ65系を改造したキハ71系気動車を充当する臨時特急「ゆふいんの森」の運行開始。
  - この年から1991年（平成3年）にかけて、主に長期休暇期間中に別府駅 - 佐世保駅間運行の臨時急行「佐世保」・「べっぷ」が運行された（佐世保駅行きが「佐世保」、別府駅行きが「べっぷ」として運行、鳥栖駅 - 別府駅間は「由布2・5号」に併結）。なお、1990年（平成2年）は長崎駅発着の「旅博べっぷ号」として運行されることが多かった。

- 1992年（平成4年）7月15日：以下のように変更する。
  1. JR四国から購入したキハ185系気動車を改造のうえで「由布」に投入し、特急「ゆふ」に格上げする[19]。
  2. 「ゆふいんの森」は博多駅 - 由布院駅 - 小倉駅間の列車を増発し2往復となる。増発分には「オランダ村特急」で使用していたキハ183系気動車を改造のうえで充当し、「ゆふいんの森II世」の愛称が付けられた。別府駅から先の停車駅は、別府駅 - 杵築駅 - 中津駅 - 行橋駅 - 小倉駅であった。[7]
- 1995年（平成7年）4月20日：「ゆふいんの森」は2往復とも博多駅 - 別府駅間の運行となる。
- 1999年（平成11年）
  - 1月31日：キハ183系による「ゆふいんの森II世」の使用を終了する[20]。
  - 3月13日：新造されたキハ72系気動車を投入する。この気動車は、「ゆふいんの森III世」という俗称もある。キハ71系を用いた博多駅 - 別府駅間1往復と、キハ72系を用いた博多駅 - 由布院駅間2往復の運行になる。また、由布院駅発着の「ゆふいんの森」に接続する形で、由布院駅 - 別府駅間の「ゆふ」が1往復設定された。
  - キハ183系は大村線特急「シーボルト」に転用された。

### 2000年代の動き
- 2001年（平成13年）

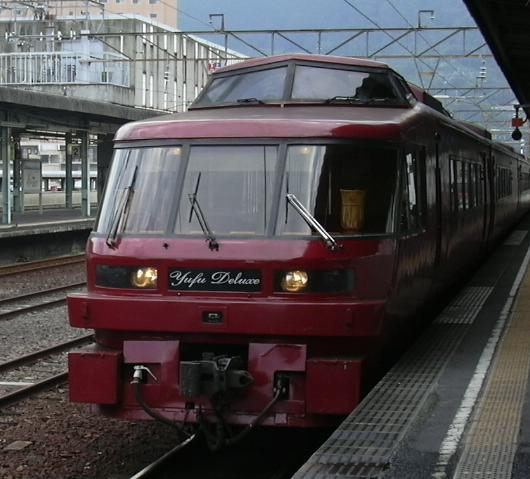
キハ183系「ゆふDX」（初期塗色「古代漆色」）

  - 3月3日：ダイヤ改正に伴い以下のように変更。
    1. 「ゆふ2・5号」を大分駅発着とする。
    2. それまで全車座席指定だった「ゆふいんの森」に1両自由席が設定される（下り列車の4号車、上り列車の1号車）。

  - 7月1日：「ゆふいんの森」が全車座席指定に戻される。
- 2002年（平成14年）3月23日：由布院駅 - 別府駅間の「ゆふ」を廃止[8]。
- 2004年（平成16年）3月13日：「シーボルト」廃止に伴い保留車となっていたキハ183系を再改造のうえで「ゆふ」に投入。キハ183系の「ゆふ」は「ゆふDX」として運行される[2]。当初は「古代漆色」の外観であった。
- 2005年（平成17年）4月1日：「ゆふ」「ゆふ (DX) 」の車内販売が廃止[21]。
- 2008年（平成20年）3月11日：「ゆふDX」の塗装がプレミアムイエローに変更され、運行を開始。
  - 3月15日：大分駅高架化工事に伴い、「ゆふ (DX) 」「ゆふいんの森」の大分駅 - 別府駅間を臨時列車扱いとする。また「ゆふ (DX) 」の全列車を小野屋駅に臨時停車させた[22]。
  - 8月24日：「ゆふ（DX）」「ゆふいんの森」の別府駅発着を一旦取りやめ、大分駅発着となる。また「ゆふ (DX) 」の小野屋駅への臨時停車を終了した。
- 2009年（平成21年）3月14日：全車禁煙となる。

### 2010年代の動き
- 2011年（平成23年）1月10日：「ゆふDX」の運行が終了[10]。
- 2012年（平成24年）
  - 3月17日：大分駅の高架化完成により、「ゆふ」「ゆふいんの森」の大分駅 - 別府駅間の運行再開。別府駅への乗り入れ本数は2008年以前と同じ。
  - 7月21日：この月の11日から14日にかけて発生した九州北部豪雨により久大本線のうきは駅 - 日田駅間が不通となったため、「ゆふ」「ゆふいんの森」は日田駅 - 大分駅・別府駅間で暫定的に運行再開[23]。
  - 8月28日：久大本線の復旧作業が完了し、「ゆふ」「ゆふいんの森」は通常ダイヤでの運行再開。
- 2014年（平成26年）12月27日：「ゆふいんの森」で車内無料Wi-Fi接続サービスを開始[5]。
- 2015年（平成27年）7月18日：「ゆふいんの森」のうちキハ72系を4両から5両編成に増車。
- 2017年（平成29年）
  - 7月5日：九州北部豪雨により、久大本線のうきは駅 - 日田駅間[注 3]が不通となったため、この日から「ゆふ」「ゆふいんの森」は運休となる。
  - 7月15日：「ゆふいんの森」は小倉駅経由の迂回ルートで運行再開[11]。「ゆふ」は引き続き運休。
  - 7月24日：「ゆふ」は日田駅 - 大分駅・別府駅間で運行再開[12]。
- 2018年（平成30年）
  - 3月17日：「ゆふ5号」の時刻が約1時間繰り下げられる（従来の「有明1号」のダイヤに該当）。
  - 7月14日：久大本線の復旧作業が完了し、「ゆふ」「ゆふいんの森」は通常ダイヤでの運行再開（なお7月13日の「ゆふいんの森」は運休だったため、小倉駅経由の「ゆふいんの森」は7月12日で運行を終了した）[13]。災害以前との変更点は以下のとおり。

  1. 「ゆふ」は当面の間、所定の3両編成から5両編成に増車[注 4]。
  2. 「ゆふいんの森」は二日市駅が通過となる。

### 2020年代の動き
- 2020年（令和2年）：
  - 新型コロナウイルス感染症による利用客減少に伴い、以下の措置が取られた。
    - 4月6 - 23日：「ゆふいんの森3・4号」、代走の「ゆふ73・74号」を運休[24]。
    - 4月24日 - 6月18日：この期間はJR九州が「D&S列車」を全て運休したのに伴い、「ゆふ」「ゆふいんの森」は全列車運休となった[25]。

  - 7月6日：豪雨に伴い久大本線が断続的に鉄橋流出などの被害を受けたため、この日から「ゆふ」「ゆふいんの森」は全列車運休となる。
  - 7月10日：「ゆふ」は博多駅 - 日田駅間で運行再開（本数は通常通りに3往復）。
  - 8月8日：「ゆふ3・4号」を豊後森駅発着に延長。また「ゆふいんの森」は1・2・5・6号のみ博多駅 - 豊後森駅間で運行再開。豊後森駅では「ゆふ」には各駅停車タイプ、「ゆふいんの森」には途中駅無停車タイプのいずれも由布院発着の代行バスに接続。
- 2021年（令和3年）
  - 3月1日：久大本線の復旧作業が完了し、「ゆふ」「ゆふいんの森」は通常ダイヤでの運行再開。
  - 3月13日：「ゆふ」2両運転時のワンマン運転を別府駅 - 鳥栖駅間で開始。
  - 8月12日：大雨に伴い久大本線の杉河内駅 - 北山田駅間にかかる第十玖珠川橋梁の 軌道変状が発生する被害を受けたため、この日から「ゆふ」「ゆふいんの森」は全列車運休となる。
  - 9月17日：久大本線の復旧作業が完了し、「ゆふ」「ゆふいんの森」は通常ダイヤでの運行再開。
- 2024年（令和6年）
  - 4月26日：同区間を運行する旅行商品専用の特急「かんぱち」・「いちろく」が運行開始[26]。詳細は当該記事を参照。
  - 8月16日：この日から車両不具合のため「ゆふいんの森1・2・5・6号」が所定のキハ72系からキハ185系に使用車両を変更して運行される[27][28][29]。
  - 8月20日：この日の運行より「ゆふいんの森1・2・5・6号」はキハ72系での運行に復帰。